# Philodromus buchari
Philodromus buchari este o specie de păianjeni din genul Philodromus, familia Philodromidae, descrisă de Kubcová în anul 2004. Conform Catalogue of Life specia Philodromus buchari nu are subspecii cunoscute.